# Casa Manu-Auschnitt

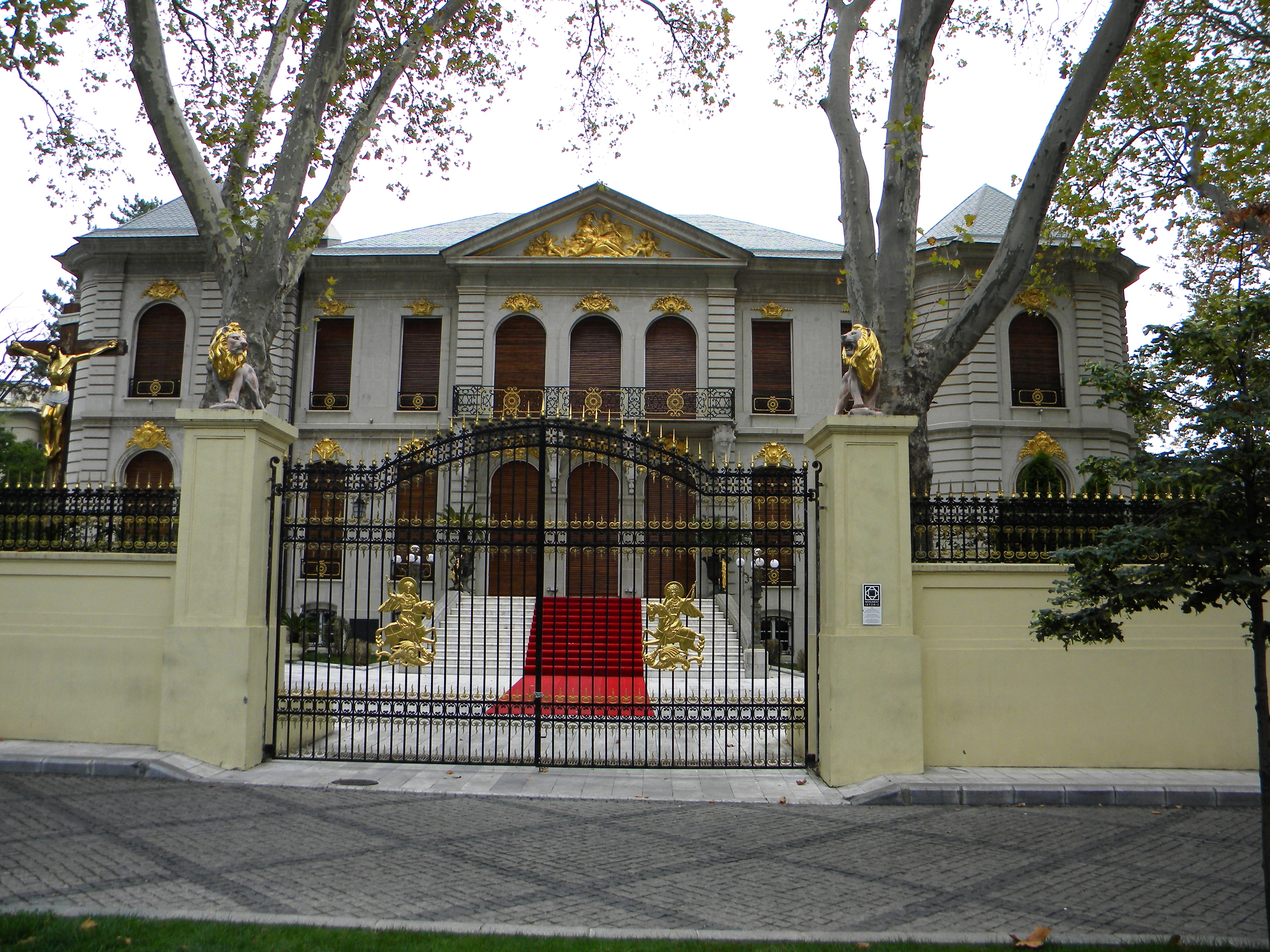
Casa Manu-Auschnitt, 2014

Casa Manu-Auschnitt din București este situată pe aleea Alexandru 1-3 colț cu Bulevardul Aviatorilor.

## Istoric
Casa, în stil Ludovic al XIV-lea, a fost construită după planurile arhitectului Grigore Cerchez pentru juristul Ioan (Iancu) Manu (1872-1959), căsătorit cu Elisabeta (Zetta) Cantacuzino. Casa este copia fidelă a Palatului Biron din Paris (actualul Muzeu Rodin) și construcția ei a fost finalizată în anul 1915. Iancu Manu, era fiu al generalului Gheorghe Manu, erou al Războiului de Independență, prim-ministru în timpul domniei regelui Carol I, primar al Bucureștiului, senator. Soția lui, Zetta, era fiica fratelui lui  Grigore Gh. Cantacuzino „Nababul”, prim-ministru, primar al Bucureștiului. Iancu și Zetta Manu au fost părinții fizicianului George Manu.
În anul 1932 magistratul își pierde cea mai mare parte a averii și este nevoit să vândă casa industriașului Max Auschnitt (1888-1959).
După anul 1948, casa este naționalizată și devine locuința lui Petru Groza (1884-1958), prim-ministru între 1945-1952. Petru Groza rămâne în casă și după ce își încheie mandatul de prim-ministru. După decesul acestuia în casă, la 7 ianuarie 1958, aceasta devine timp de câțiva ani "casă de oaspeți" pentru străinii veniți la invitația partidului sau a guvernului, apoi sediu al Ambasadei Argentinei.
După anul 1989, casa a fost retrocedată moștenitorilor Auschnitt. În 2006, Steven Auschnitt o vinde pentru 7 milioane de euro lui George Becali.